# أندرو لاو
أندرو لاو (بالصينية: 劉偉強) هو منتج أفلام ومصور سينمائي ومخرج صيني، ولد في 4 أبريل 1960 في هونغ كونغ في الصين.

## وصلات خارجية
- أندرو لاو على موقع IMDb (الإنجليزية)
- أندرو لاو على موقع ألو سيني (الفرنسية)
- أندرو لاو على موقع أول موفي (الإنجليزية)
- أندرو لاو على موقع قاعدة بيانات الأفلام السويدية (السويدية)
- أندرو لاو على موقع قاعدة بيانات الفيلم (الإنجليزية)
- أندرو لاو على موقع كينوبويسك (الروسية)